# 丰萨利达
丰萨利达，是西班牙卡斯蒂利亚-拉曼恰托莱多省的一个市镇。总面积68平方公里，总人口7750人（2001年），人口密度114人/平方公里。